# 吹田市の野外彫刻
本稿では、大阪府吹田市内の野外彫刻を一覧で記載する。

## 一覧[1][2]
（凡例）

タイトル：『　』 製作年： 作者： 設置場所： 備考：

### 人物

『太陽の塔』 昭和45年 岡本太郎 万博記念公園
『航海』 平成5年 小泉俊己 大阪モノレール 公園東口駅
『石坂泰三翁』 昭和50年 高田博厚 万博記念公園
『灯籠』 ？ 松村外次郎 千里南公園
『おしゃべり』 ？ 三坂耿一郎 津雲台北ロータリー
『番人』 ？ 五十嵐芳三 千里緑地
『母と子』 ？ 竹内正治 佐竹公園
『天の子』 ？ 山脇正邦 千里北公園
『翠』 ？ 安田周三郎 千里北公園
『預言者』 ？ 今村輝久正邦 藤白公園
？ 昭和58年 岡本太郎 豊津公園

- 『航海』
平成5年
小泉俊己
大阪モノレール 公園東口駅
[備考 1]
- 『石坂泰三翁』
昭和50年
高田博厚
万博記念公園
[備考 2]
- 『灯籠』
？
松村外次郎
千里南公園
- 『おしゃべり』
？
三坂耿一郎
津雲台北ロータリー
- 『番人』
？
五十嵐芳三
千里緑地
- 『母と子』
？
竹内正治
佐竹公園
- 『天の子』
？
山脇正邦
千里北公園
- 『翠』
？
安田周三郎
千里北公園
- 『預言者』
？
今村輝久正邦
藤白公園
- ？
[注 1]
昭和58年
岡本太郎
豊津公園

### 植物

『フラワーベル』 平成2年 三菱重工業長崎造船所 万博記念公園
[備考 3]

### その他

『仕組＜ドア＞』 平成4年 森口宏一 大阪モノレール 山田駅
『戦争の亡霊』 平成2年 バシェンカ・バーバラ・シコラ 大阪モノレール 公園東口駅
『流れる美と力』 昭和62年 大高猛 万博記念競技場
『Work』 昭和56年 森口宏一 万博記念公園「現代美術の森」
『われわれは歩き続ける、そして･･･』 平成3年 シディア・レイエス・エスカローナ 万博記念公園「現代美術の森」
『空虚な筒』 平成10年 エル・アナツイ 万博記念公園「現代美術の森」
『千里ニュータウン完成記念モニュメント』 1970年 ？ （千里ニュータウン主要地区に設置）
『千里山開発記念碑』 昭和3年 大阪住宅経営株式会社 千里山第一噴水ロータリー
『希望』 ？ 高須賀桂 津雲台ロータリー
『コステューム』 ？ 新谷秀雄 千里南公園
『間』 ？ 綿引孝司 千里南公園
『日と風と雨に』 ？ 辻晋堂 千里南公園
？ ？ ？ 千里南公園
『碑』 ？ 昆野恒 千里南公園
『渦柱』 ？ 菅原石廬 高野公園
『石花』 ？ 日高頼子 青山公園
『壁訴訟』 ？ 工藤健 青山公園
『集（つどい）』 ？ 植木茂 北千里駅前広場
『風の道』 ？ 新宮晋 千里北公園
『翼のある車輪』 ？ 加藤昭男 藤白台ロータリー
『宇』 ？ 番匠宇司 古江公園
『みつめあう愛』 ？ 岡本太郎 江坂 ダスキン本社ビル

- 『仕組＜ドア＞』
平成4年
森口宏一
大阪モノレール 山田駅
[備考 4]
- 『戦争の亡霊』
平成2年
バシェンカ・バーバラ・シコラ
大阪モノレール 公園東口駅
[備考 5]
- 『流れる美と力』
昭和62年
大高猛
万博記念競技場
- 『Work』
昭和56年
森口宏一
万博記念公園「現代美術の森」
[備考 6]
- 『われわれは歩き続ける、そして･･･』
平成3年
シディア・レイエス・エスカローナ
万博記念公園「現代美術の森」
[備考 7]
- 『空虚な筒』
平成10年
エル・アナツイ
万博記念公園「現代美術の森」
[備考 8]
- 『千里ニュータウン完成記念モニュメント』
1970年
？
（千里ニュータウン主要地区に設置）
- 『千里山開発記念碑』
昭和3年
大阪住宅経営株式会社
千里山第一噴水ロータリー
[備考 9]
- 『希望』
？
高須賀桂
津雲台ロータリー
- 『コステューム』
？
新谷秀雄
千里南公園
- 『間』
？
綿引孝司
千里南公園
- 『日と風と雨に』
？
辻晋堂
千里南公園
- ？
？
？
千里南公園
[備考 10]
- 『碑』
？
昆野恒
千里南公園
- 『渦柱』
？
菅原石廬
高野公園
- 『石花』
？
日高頼子
青山公園
- 『壁訴訟』
？
工藤健
青山公園
- 『集（つどい）』
？
植木茂
北千里駅前広場
- 『風の道』
？
新宮晋
千里北公園
- 『翼のある車輪』
？
加藤昭男
藤白台ロータリー
- 『宇』
？
番匠宇司
古江公園
- 『みつめあう愛』
？
岡本太郎
江坂 ダスキン本社ビル
[備考 11]

### 噴水

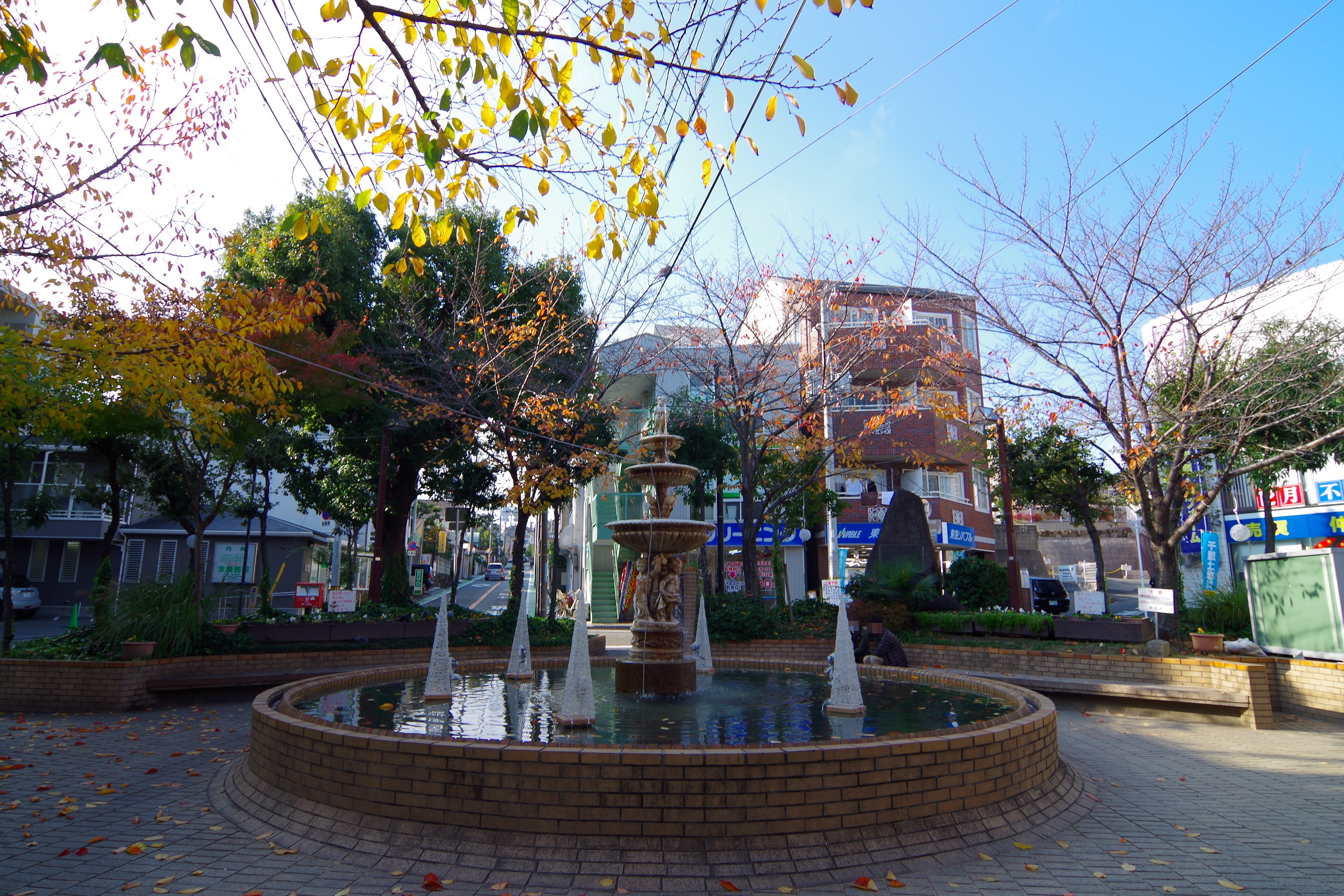
『千里山第一噴水』 ？ 大谷正雄 彫刻寄贈 千里山「レッチワース通り」ロータリー
『千里山第二噴水』 ？ 大谷正雄 彫刻寄贈

- 『千里山第一噴水[3]』
？
大谷正雄 彫刻寄贈
千里山「レッチワース通り」ロータリー
- 『千里山第二噴水[3]』
？
大谷正雄 彫刻寄贈

### 時計塔

？ 平成6年 ？ 万博記念公園
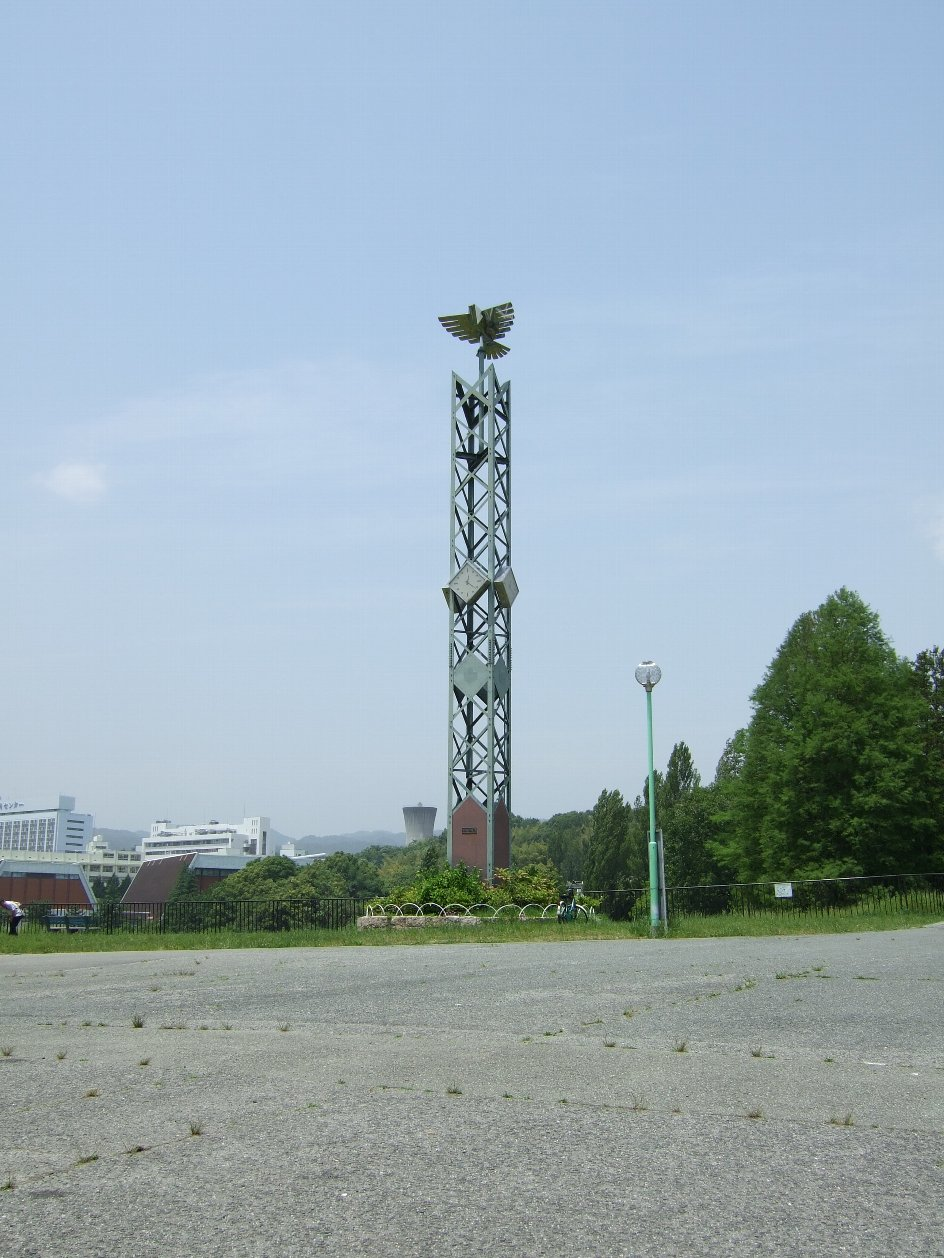
『銀の鳥』 ？ 流政之 千里北公園

- ？
平成6年
？
万博記念公園
[備考 12]
- 『銀の鳥』
？
流政之
千里北公園